# Necromys amoenus
Necromys amoenus is een zoogdier uit de familie van de Cricetidae. De wetenschappelijke naam van de soort werd voor het eerst geldig gepubliceerd door Thomas in 1900.

## Voorkomen
De soort komt voor in Argentinië, Bolivia en Peru.